# De Gaulle (bok)
De Gaulle: generalen som var Frankrike är en biografi om Charles de Gaulle från 2004 skriven av Knut Ståhlberg. Källmaterialet är omfattande och huvudsakligen skrivet på franska, ett språk som Ståhlberg behärskade väl efter att ha varit bosatt i Paris i nästan sex decennier vid bokens färdigställande. Undertiteln kommer sig av de Gaulles berömda utsaga "vi är Frankrike" till René Cassin mellan fyra ögon, där han trots att Frankrike är ockuperat och hans legitimitet är långtifrån självklar markerar vikten av att möta britterna som jämlikar. Enligt Ståhlberg började fröet till romanen med att hans dåvarande förlag fick ett brev från en man i Lund som var förvånad över att det inte fanns någon ordentlig biografi på svenska, lösningen enligt förlaget var att Ståhlberg skulle författa en.
Fokus ligger på hans insatser som militär och politiker, uppväxten och det första halvseklet av hans liv behandlas summariskt på bara 12 sidor. Där beskrivs bland annat hur de Gaulle och Winston Churchills relation började med ett gott första intryck. En relation som Ståhlberg skulle fortsätta utforska i den andemässiga uppföljaren som han redan innan biografins färdigställande övervägde som ett av två möjliga framtida projekt, Två kära ovänner. Churchill och de Gaulle kom 2011. Omständigheterna kring bildandet av Fria Frankrike inklusive den kända radioutsändningen L'appel de 18 juin, dess effekt och britternas slutliga erkännande av exilgruppen som Frankrikes officiella ledning beskrivs.

## Mottagande
Göteborgsposten kallade biografin en imponerande arbetsinsats och ett hjälteporträtt som fyller sin plats, men hade samtidigt önskat mer utrymme åt tvetydigheter. Recensenten menar att några av de mer klandervärda gärningarna i de Gaulles liv fått för lite utrymme eller inte analyserats tillräckligt, mer utrymme önskades också åt hans politiska motståndare och kvinnor i allmänhet. Slutligen påpekas att bristen på fotnoter gör det omöjligt att veta varifrån var och en av de många faktadetaljerna och citaten härrör. Expressen kallade den en något tyngande framställning och klagade på mängden korrekturfel, men tycker att den ger en bild av en komplicerad och känslig politiker samt att den lyckas säga något om den gaullism som recensenten menar att Frankrike lider av än idag. Aftonbladet kallade den magnifik och en prestation och att den visar på att arvet efter de Gaulle var väl värt att lyfta fram. I sin recension av Ståhlbergs nästa boksläpp sex år senare ser Gefle Dagblad tillbaka på boken som "den recensent- och läsarhyllade" biografin.